# Schwarze Getreideblattwespe

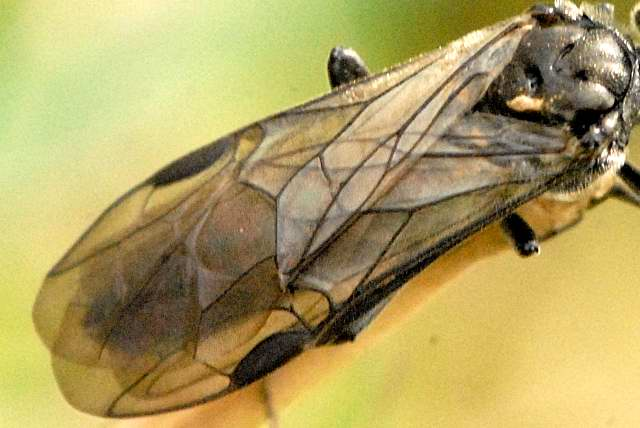
Charakteristische Flügeladerung

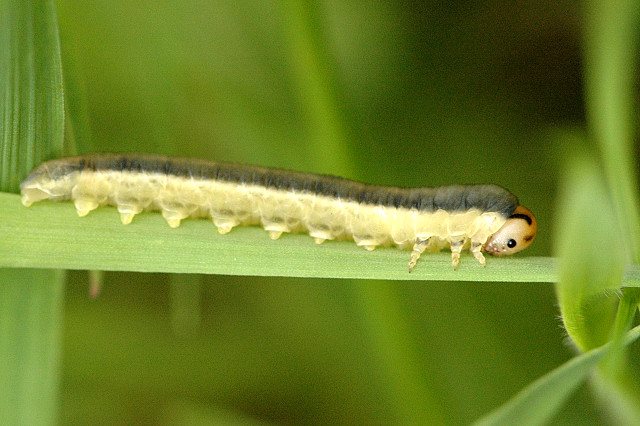
Larve von Dolerus nitens

Die Schwarze Getreideblattwespe (Dolerus nitens) ist eine Pflanzenwespe aus der Familie der Echten Blattwespen (Tenthredinidae).

## Merkmale
Die Art erreicht eine Körperlänge (Kopf–Flügelende) von 9 bis 10 Millimetern. Die Pflanzenwespe ist vollständig schwarz gefärbt. Sie besitzt 9-gliedrige Fühler. Die Flügel besitzen eine charakteristische Aderung. Am äußeren Flügelrand befindet sich ein schwarzes Flügelmal.

## Verbreitung
Die Art war ursprünglich in der westlichen Paläarktis verbreitet. Sie ist in Europa weit verbreitet. In Nordamerika wurde sie eingeschleppt und ist dort mittlerweile ebenfalls weit verbreitet.

## Lebensweise
Die Pflanzenwespen sind sehr früh im Jahr (Anfang März) zu beobachten – noch vor den anderen Arten derselben Gattung. Sie saugen den Nektar von Weißdornen (Crataegus), Rhaphiolepis und Weiden.
Die Larven findet man an Blättern von Sauergrasgewächsen (Cyperaceae) und Süßgräsern (Poaceae). Die Verpuppung findet im Boden statt.

## Taxonomie
In der Literatur findet man folgende Synonyme:
- Dolerus (Poodolerus) possilensis (Cameron, 1882)
- Dolerus anthracinus (Thomson, 1871)
- Dolerus coracinus (Stephens, 1835)
- Dolerus coruscans (Konow, 1890)
- Dolerus varispinus (Konow, 1884)
- Dolerus wanda (Ross, 1935)